# Jasper (Arkansas)
Jasper es una ciudad en el condado de Newton, Arkansas, Estados Unidos. Para el censo de 2000 la población era de 498 habitantes. La ciudad es la sede del condado de Newton. Además, es parte del área micropolitana de Harrison.

## Geografía
Jasper se localiza a 36°0′31″N 93°11′8″O / 36.00861, -93.18556. De acuerdo a la Oficina del Censo de los Estados Unidos, la ciudad tiene un área total de 1,4 km², de los cuales el 100% corresponde a terreno seco.

## Demografía
Según el censo de 2000, había 498 personas, 231 hogares y 115 familias en la ciudad. La densidad de población era 355,7 hab/km². Había 261 viviendas para una densidad promedio de 190,1 por kilómetro cuadrado. De la población el 99,98% eran blancos, el 0,01% afroamericanos y el 0,01% de otras razas.
Se contaron 233 hogares, de los cuales el 24,8% tenían niños menores de 18 años, el 32,5% eran parejas casadas viviendo juntos, el 15,2% tenían una mujer como cabeza del hogar sin marido presente y el 49,8% eran hogares no familiares. El 48,5% de los hogares estaban formados por un solo miembro y el 27,8% tenían a un mayor de 65 años viviendo solo. La cantidad de miembros promedio por hogar era de 1,95 y el tamaño promedio de familia era de 2,82 miembros.
En la ciudad la población estaba distribuida en: 21,3% menores de 18 años, 6,4% entre 18 y 24, 18,7% entre 25 y 44, 22,5% entre 45 y 64 y 31,1% tenían 65 o más años. La edad media fue 49 años. Por cada 100 mujeres había 71,7 varones. Por cada 100 mujeres mayores de 18 años había 63,7 varones.
El ingreso medio para un hogar en la ciudad fue de $13.556 y el ingreso medio para una familia $26.668. Los hombres tuvieron un ingreso promedio de $21.458 contra $16.786 de las mujeres. El ingreso per cápita de la ciudad fue de $13.557. Cerca de 25,9% de las familias y 31,6% de la población estaban por debajo de la línea de pobreza, 47,6% de los cuales eran menores de 18 años y 25,4% mayores de 65.